# Чулпан (Салаватський район)
Чулпа́н (рос. Чулпан, башк. Сулпан) — присілок у складі Салаватського району Башкортостану, Росія. Входить до складу Янгантауської сільської ради.
Населення — 376 осіб (2010; 377 в 2002).
Національний склад:
- башкири — 51 %
- татари — 36 %